# Borys Budka
Borys Piotr Budka, född 11 mars 1978 i Czeladź, är en polsk politiker. Han var partiledare för Medborgarplattformen mellan åren 2020 och 2021 då Donald Tusk tog över posten ånyo. 
Budka tjänstgjorde som Polens justitieminister under de sista månaderna av Regeringen Kopacz från maj till november 2015.